# Camaret
Camaret este o arie protejată (arie de protecție specială avifaunistică — SPA) din Franța întinsă pe o suprafață de 1.274 ha, din care 95 % marine.

## Localizare
Centrul sitului Camaret este situat la coordonatele 48°15′28″N 4°37′32″W / 48.25778°N 4.62556°V.

## Înființare
Situl Camaret a fost declarat arie de protecție specială avifaunistică în baza directivei 79/409 din 1979 referitoare la conservarea păsărilor sălbatice pentru a proteja 11 specii de animale.

## Biodiversitate
Situată în ecoregiunea atlantică, aria protejată nu include niciun habitat protejat.
La baza desemnării sitului se află mai multe specii protejate de  păsări (11): corb (Corvus corax), șoim călător (Falco peregrinus), Fulmarus glacialis, Hydrobates pelagicus, Larus argentatus, pescăruș negricios (Larus fuscus), Larus marinus, Phalacrocorax aristotelis, Pyrrhocorax pyrrhocorax, Rissa tridactyla, Uria aalge.
Pe lângă speciile protejate, pe teritoriul sitului au mai fost identificate 1 specie de păsări.